# حازم عبد السلام
حازم عبد السلام هو معلق رياضي فلسطيني مشهور ولد في دولة الإمارات العربية المتحدة ولد بتاريخ 12\12\1984 تخرج من جامعة الأقصى في فلسطين سنة 2006.
عمل معلقا لقناة دبي الرياضية ثم وقعت معه قنوات فن عقدا، ذهب للأردن ولم يحصل على إقامة فرجع لدبي الرياضية.
يعد عبد السلام من اصغر المعلقين في الوطن العربي يمتلك خامة صوتية رائعة ومعلومات وفيرة. ويعد من أبرز المعلقين في الوطن العربي حاليا. وهو معلقا في قناة أبوظبي الرياضية منذ ديسمبر 2008.
الاسم.حازم طلال بن عبد السلام
تاريخ الميلاد. 12-12-1984
لاعب سابق في نادي غزة الرياضي سبق أن انضم للمنتخب الفلسطيني للشباب عام 2002
مكان إقامة عائلته في مدينة غزة شارع الجلاء وهو مقيم الآن في مدينة أبوظبي.